# Hjalmar Uggla
Hjalmar August Uggla, född den 1 september 1830 på Karstorp i Slaka socken, Östergötlands län, död den 8 februari 1905 i Jönköping, var en svensk jurist. Han var måg till Arvid Gustaf Faxe och far till Arvid Uggla.
Uggla avlade 1849 studentexamen vid Uppsala universitet, där han avlade examen till rättegångsverken 1854 och kameralexamen samma år. Han blev extra ordinarie kanslist i justitierevisionen sistnämnda år, auskultant i Göta hovrätt 1854, extra ordinarie notarie 1856, vice häradshövding 1857, fiskal i nämnda hovrätt 1865 och assessor där 1867. Uggla var hovrättsråd 1885–1900. Han blev riddare av Nordstjärneorden 1882 och kommendör av andra klassen av samma orden 1897.